# Église de Killinkoski
L’église de Killinkoski (finnois : Killinkosken kirkko) est une église luthérienne  située à Killinkoski dans la municipalité de Virrat en Finlande.

## Description
Conçue par l’architecte Josef Stenbäck, l'église en bois associe les styles  néogothique, nationaliste romantique et Jugend.Elle est construite en 1928 et offre 150 sièges. La fabrique d'orgues de Kangasala a fourni en 1963 les orgues à 6 jeux.